# La Brugeoise et Nivelles

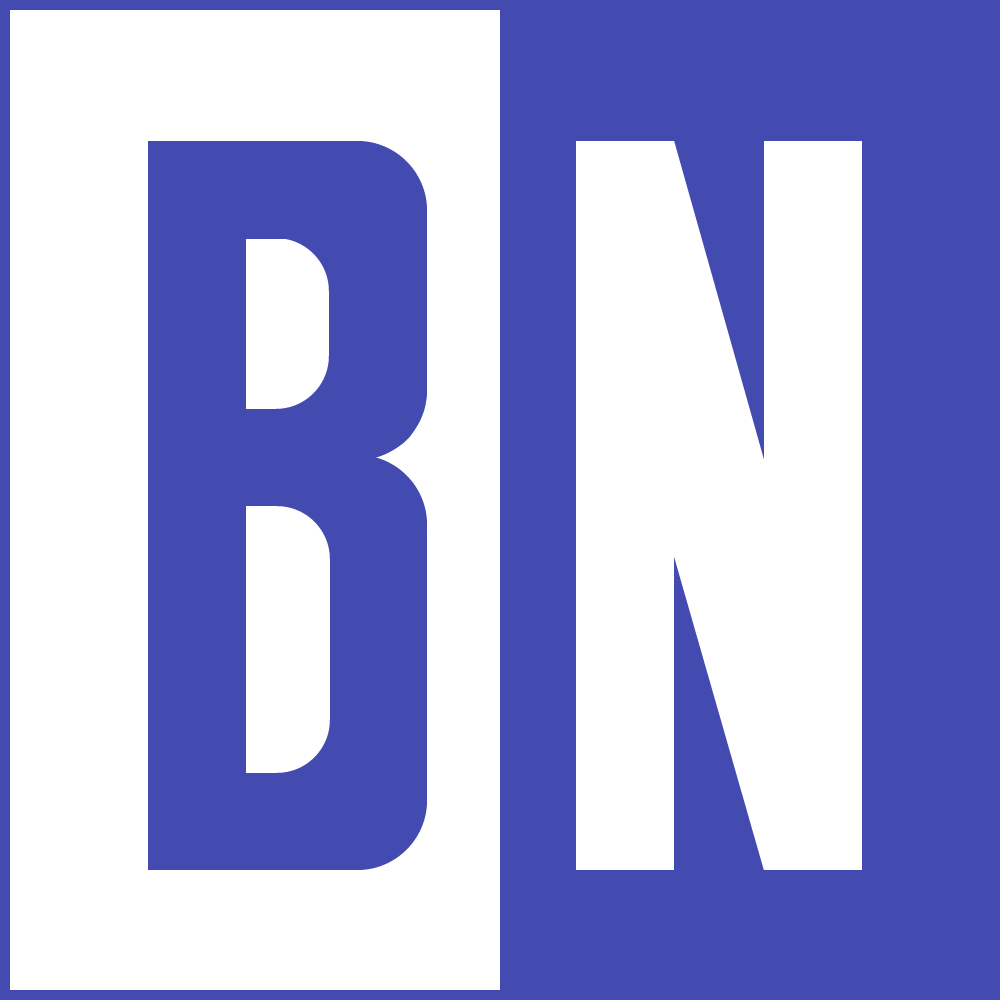
Logo BN

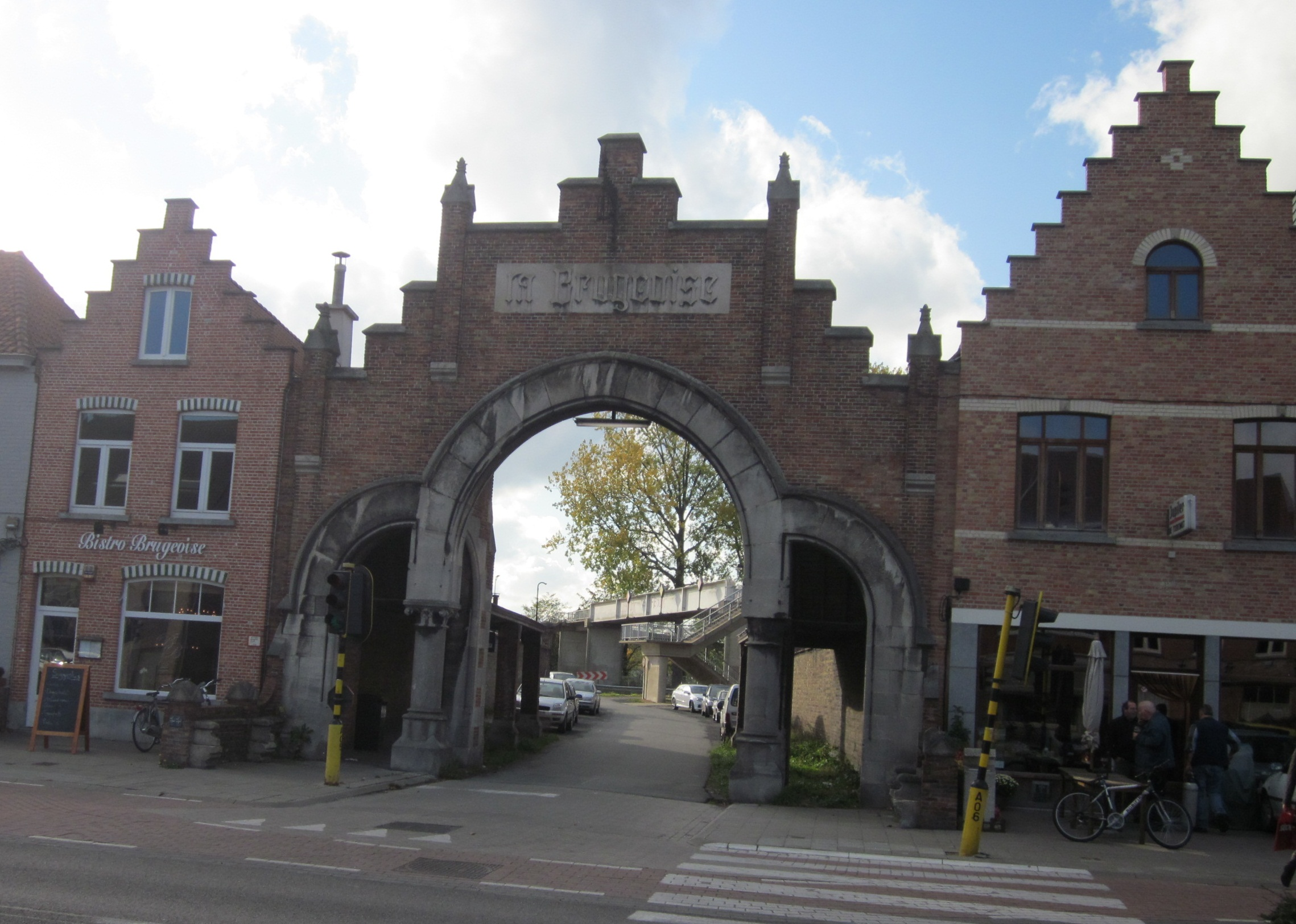
Fabriekspoort van La Brugeoise

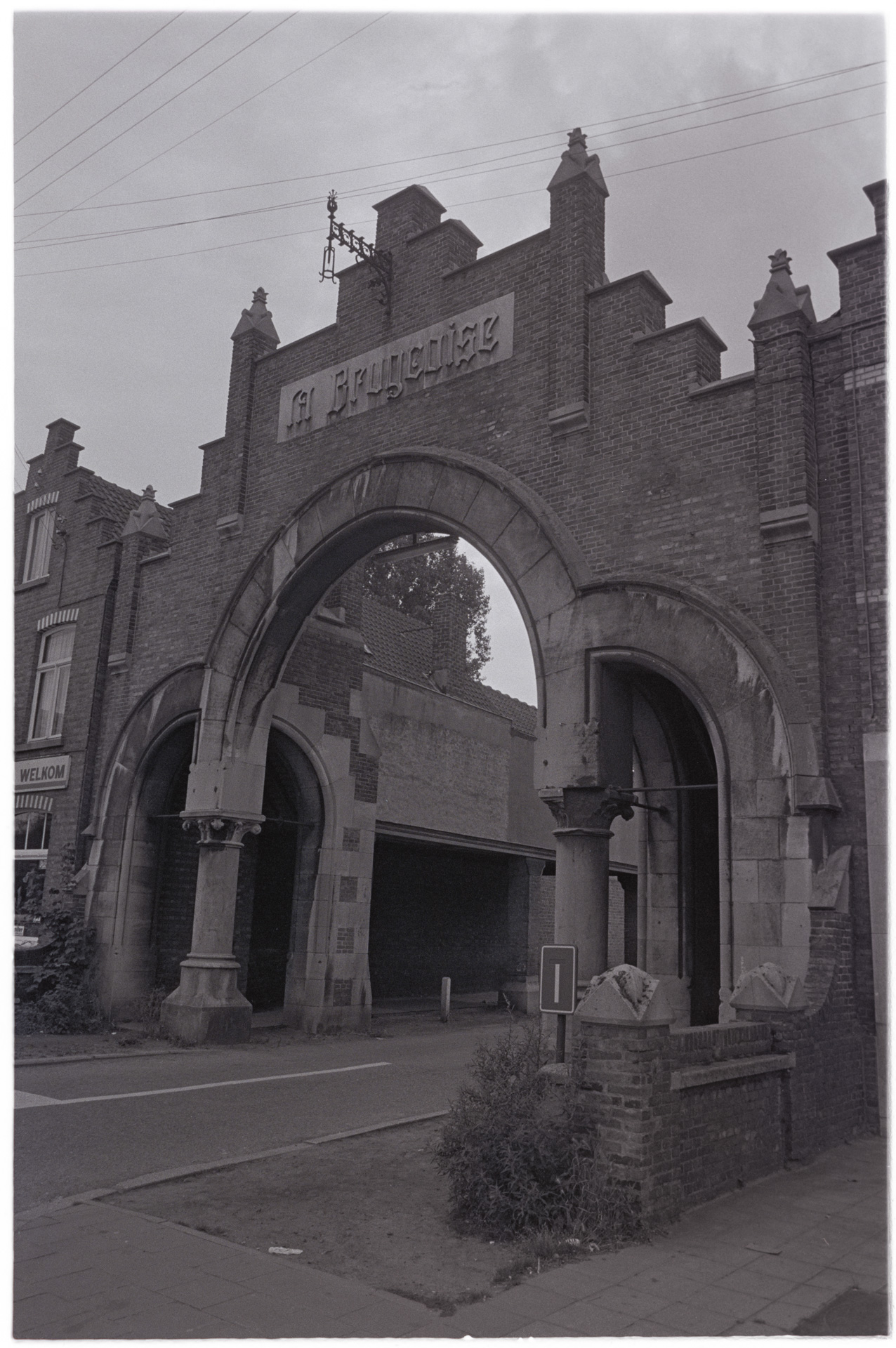
Gezicht op de toegangspoort van La Brugeoise-Nivelles in de Baron Ruzettelaan in Brugge in 1986. De naam van het bedrijf is in de gevel ingewerkt.

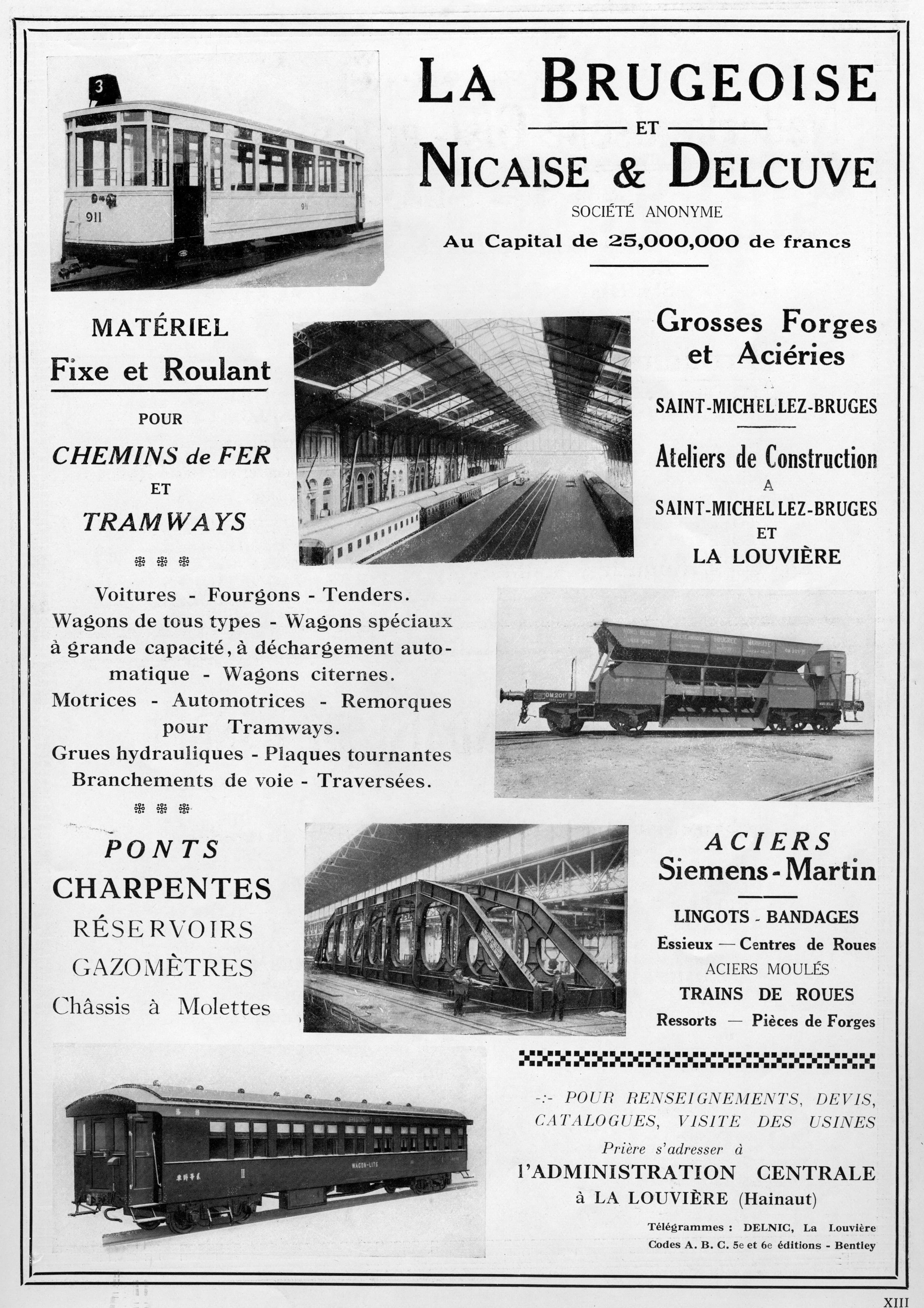
Advertentie van eind jaren twintig

De Société Anonyme La Brugeoise et Nivelles (voorheen La Brugeoise, vervolgens La Brugeoise, Nicaise et Delcuve), later gewijzigd in BN Spoorwegmaterieel en Metaalconstructies, ook bekend als BN, vervolgens als Bombardier en daarna als Alstom, is een tram- en treinproducent met vestigingen in onder meer Brugge (Brugeoise) en Nijvel (Nivelles).

## Geschiedenis
In 1855 werd een ijzergieterij gesticht in de Raamstraat in Brugge, op initiatief van de op de Burg gevestigde ijzerhandelaar Joseph De Jaeger (1818–1888). De  zaak nam snel uitbreiding. 
In 1891 fusioneerde de gieterij met een zusterbedrijf uit de nabijgelegen Gieterijstraat, de "Usines Ferdinand Feldhaus" en werkte voortaan onder de naam "S.A. Ateliers de Construction, Forges et Aciéries de Bruges". Rond de eeuwwisseling werd gezocht naar een geschikte, ruimere vestigingsplaats, buiten de stadskern. Eerst viel de keuze op grond ten noorden van Brugge, langs waar de Pathoekeweg werd aangelegd. De eerste grondwerken werden aangevat, maar vielen stil.
Na een financiële teloorgang, herbegon de onderneming als een naamloze vennootschap in het begin van de twintigste eeuw langs de vaart van Brugge naar Gent, net buiten de Katelijnepoort. 
In 1905 werden zowel de kantoorgebouwen als de werkplaatsen in gebruik genomen. De fabriek floreerde onder de naam "N.V. La Brugeoise" en bood werk aan 1500 werknemers. Gedurende verschillende decennia bleef het de grootste werkgever in de Brugse regio.
In 1913 volgde een fusie met "Parmentier, Nicaise en Delcuve" uit La Louvière. Tijdens de Eerste Wereldoorlog werd het bedrijf ingeschakeld in de Duitse wagenproductie. Op het einde van de oorlog werden het machinepark en de gebouwen zwaar beschadigd. Na de oorlog kreeg het bedrijf belangrijke opdrachten en verwierf internationale faam, als constructeur van spoorwegmateriaal. Bij een kapitaalsverhoging in 1919 kwam het bedrijf onder de controle van de Generale Maatschappij van België. Ook in 1919 vervoegde René Goormaghtigh zich als jonge ingenieur bij het bedrijf in La Louvière. In 1928 kreeg hij de opdracht de Brugse afdeling te hervormen, en in 1943 werd hij algemeen directeur van het bedrijf.
BN of Brugeoise et Nivelles ontstond in 1956 na de fusie van La Brugeoise et Nicaise & Delcuve met het Nijvelse La Métallurgique de Nivelles. 
In 1977 fuseerde het met CFC tot BN Spoorwegmaterieel en Metaalconstructies. In 1991 werd het bedrijf een afdeling van het Canadese Bombardier-Eurorail.
Na dertig jaar, verkocht Bombardier begin 2020 voor circa 6 miljard euro de Brugse firma aan de Franse treinbouwer Alstom. De Belg Xavier Thaler werd in september 2021 algemeen directeur van Alstom Brugge.

## Productie en enkele klanten
In 1913 bij de start van de subterráneo of metro van Buenos Aires leverde La Brugeoise et Nicaise & Delcuve alle rollend materieel, waarbij ook in het daaropvolgend jaar nog bijkomende orders werden binnengehaald. De Eerste Wereldoorlog brak aan en het bedrijf kwam in handen van de Duitse bezetter. Bij het einde van de oorlog werden de productie-installaties nog zwaar beschadigd, maar na de oorlog kon het bedrijf een snelle doorstart maken met de grote hoeveelheid bestellingen die na de oorlog binnenliepen.
In zijn cataloog verwijst het bedrijf naar de Brug van de Waterhoek uit 1904 die nog door de voorloper La Brugeoise is geconstrueerd en geplaatst. De Scheepsdalebrug in Brugge uit 1932 is een van de opvolgers in het gamma die door het bedrijf werd geleverd.
La Brugeoise is een regelmatige leverancier van materiaal aan de NMBS, zoals in de jaren 1930 met de levering van K1-spoorwegrijtuigen, of vanaf het einde van de jaren dertig, de verschillende versies van het klassiek motorstel.
Na de Tweede Wereldoorlog wordt La Brugeoise een belangrijke leverancier in Europa van Presidents' Conference Committee-trams (PCC-trams).

## Bekende producten
- Motorwagens 821-830 en bijwagens 911-920 en 751-780 van de Haagse tram.
- PCC-cars, geproduceerd in samenwerking met ACEC (Ateliers de Constructions Électriques de Charleroi) voor de Antwerpse tram, de Brusselse tram, de Gentse tram, de Belgische Buurtspoorwegen (NMVB/SNCV), de Haagse tram, de tram van Marseille, de tram van Saint-Étienne en de tram van Belgrado.
- GTL-8, HTM, Den Haag.
- Light Rail Véhicule voor de voormalige NMVB, bij de Kusttram, de metro van Charleroi en LRTA in Manilla (Filipijnen).
- S1 en S2 (45-69), sneltrams van het GVB, Amsterdam.
- 12G (817-841) en 11G (901-920), trams van het GVB, Amsterdam.
- BAS2000, een onderstel voor trams dat lagevloertrams mogelijk maakt.
- Materieel voor de NMBS, België:
  - Klassieke motorstellen (MS39, 50, 53, 54, 55, 56, 62, 66, 73).
  - Elektrische treinstellen MS75, MS80, MS86.
  - Locomotieven reeksen 11, 12, 15, 20, 21, 27, 62.
- Onder licentie van Clark Material Handling en Clark Equipment werden er op de site van BN ook veel Clark-heftrucks en Michigan-bulldozers gebouwd. Stopzetting daarvan moet ergens in de jaren 60 plaatsgevonden hebben. Clark had beslist geen licenties meer uit te lenen maar alle heftrucks voor Europa te bouwen in het Duitse Mülheim an der Ruhr.
- Na de stopzetting van de productie van Clark-producten werden er heftrucks onder eigen merk geproduceerd, zo zijn er nog Brunilift-heftrucks terug te vinden.

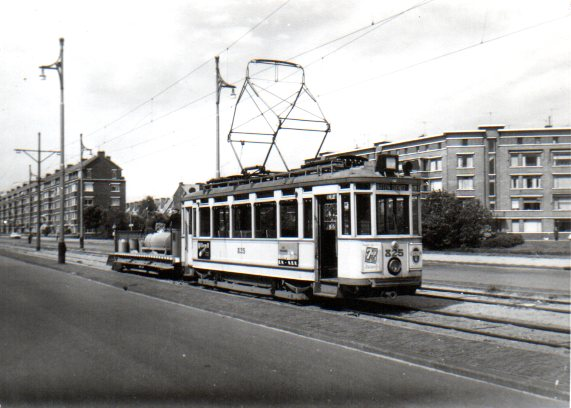
Haagse trammotorwagen uit 1929.
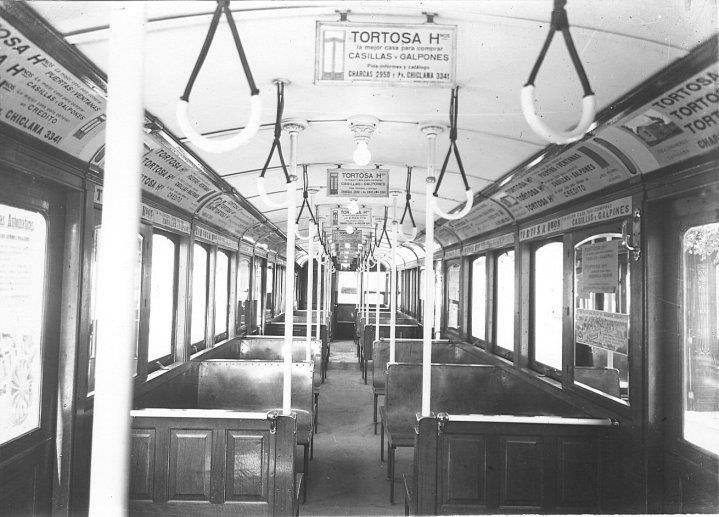
Interieur van metrorijtuig voor de subterráneo (metro van Buenos Aires) uit 1913.
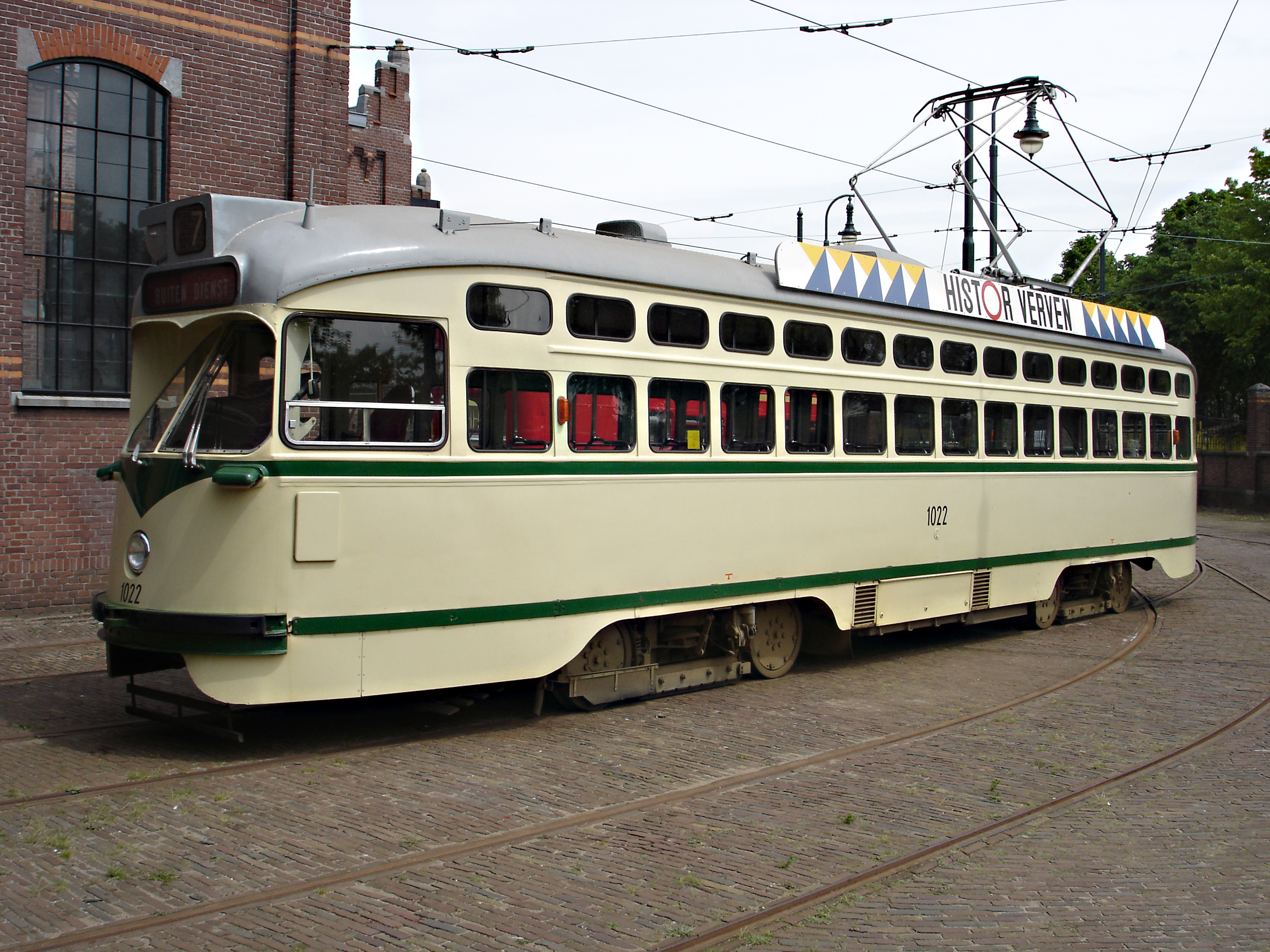
Haagse PCC-car, bouwjaar 1952.
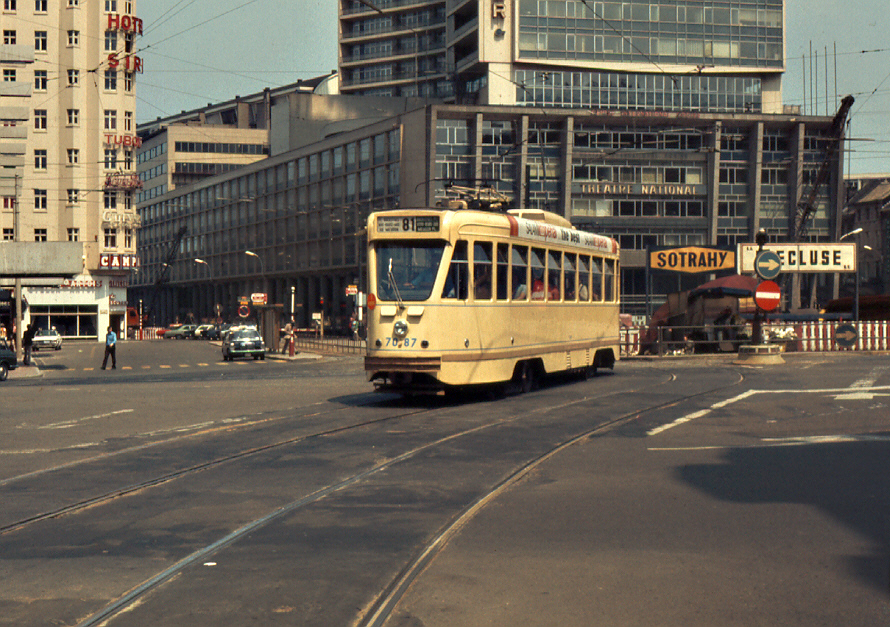
Brusselse PCC-car, bouwjaar 1957.
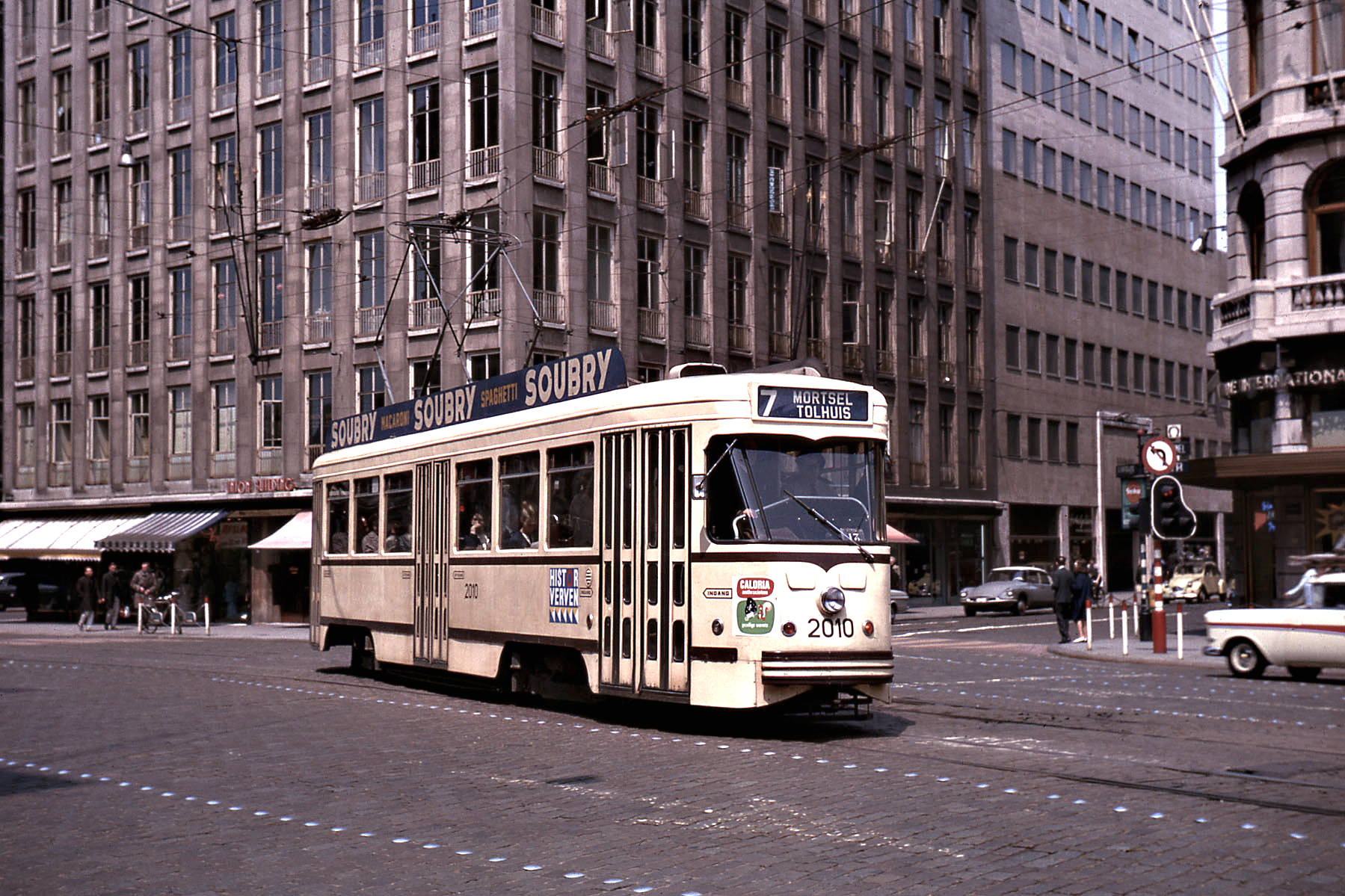
PCC-car van de Antwerpse tram bouwjaar 1960.
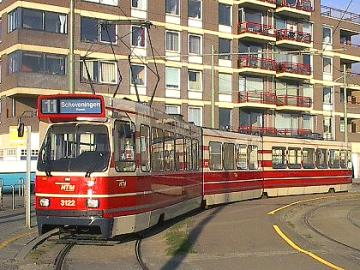
GTL-8, HTM, Den Haag, bouwjaar 1993.
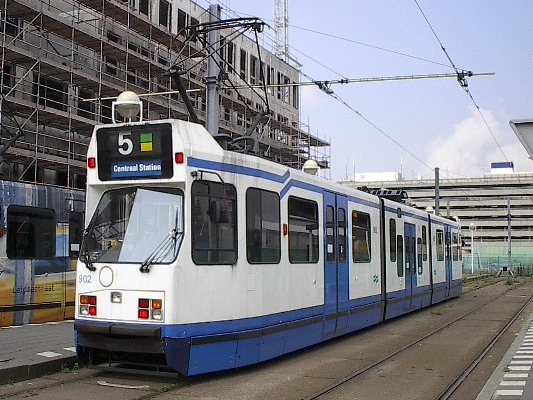
Gelede tram type 11G van het GVB, bouwjaar 1989.
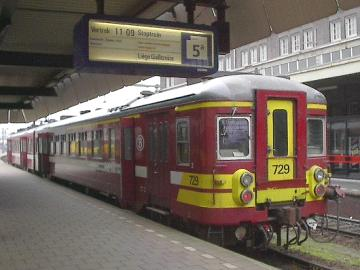
Klassiek motorstel van de NMBS, Maastricht.
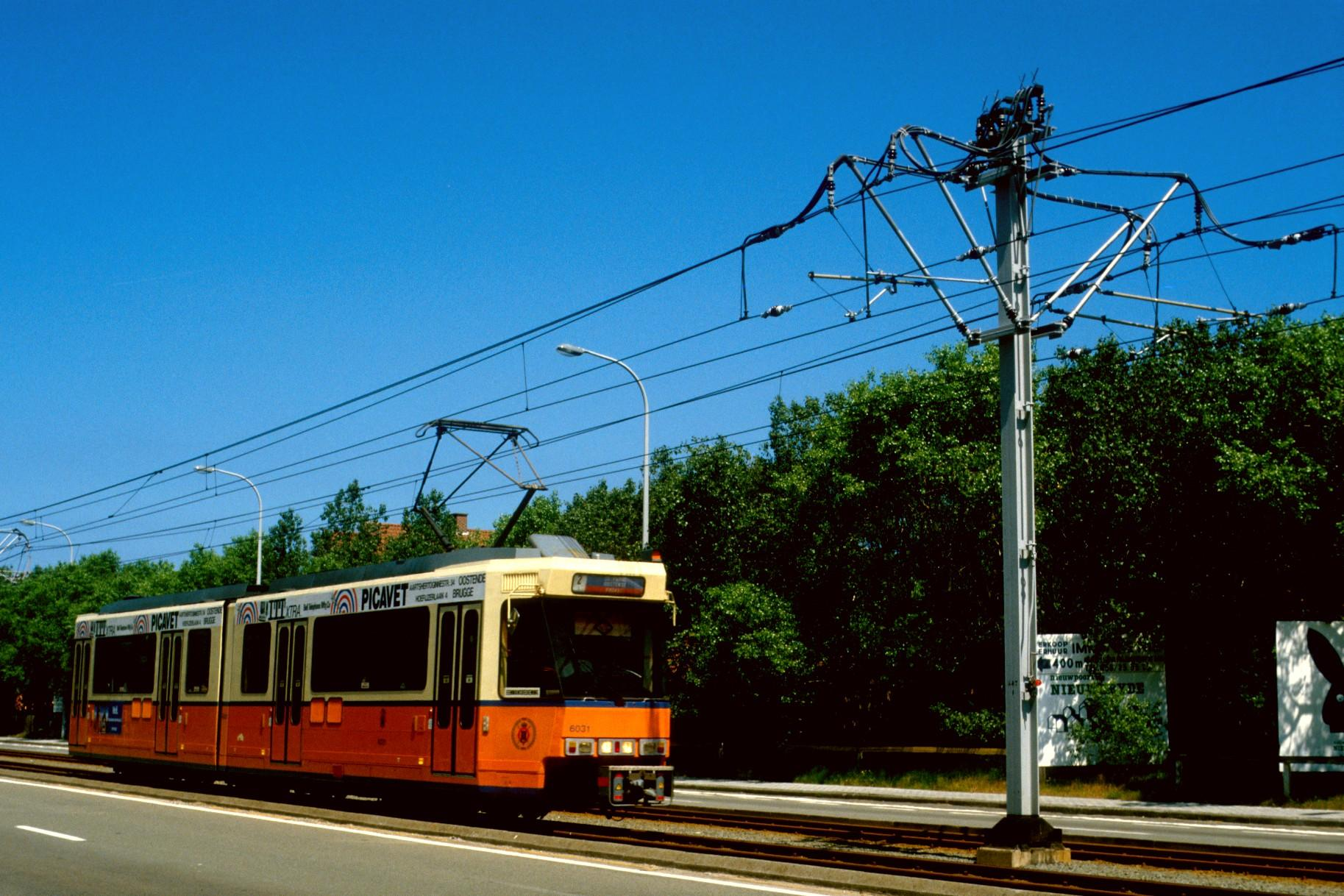
Gelede tram voor de Belgische Kusttram.
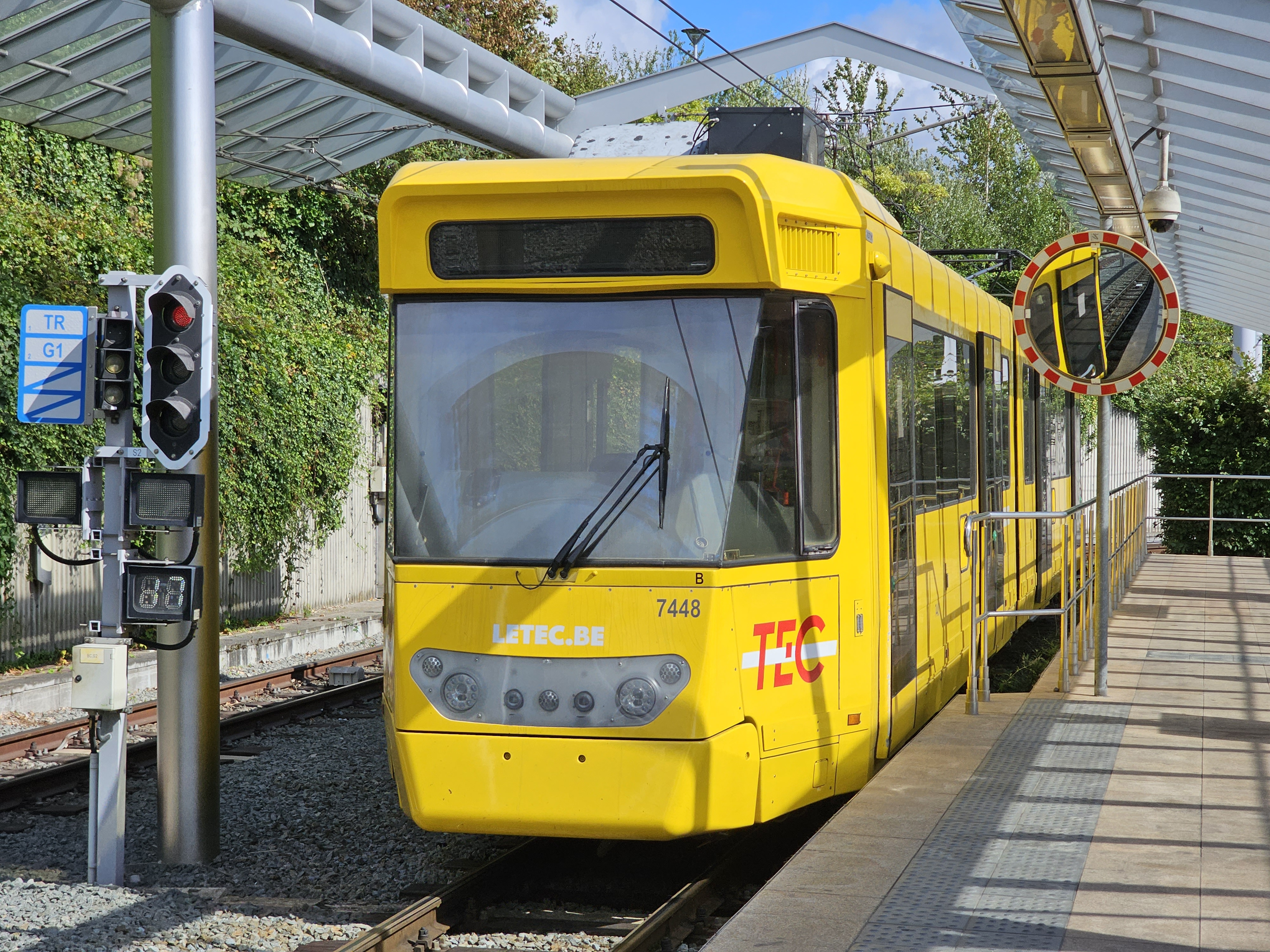
LRV (Light Rail Véhicule) in Charleroi.
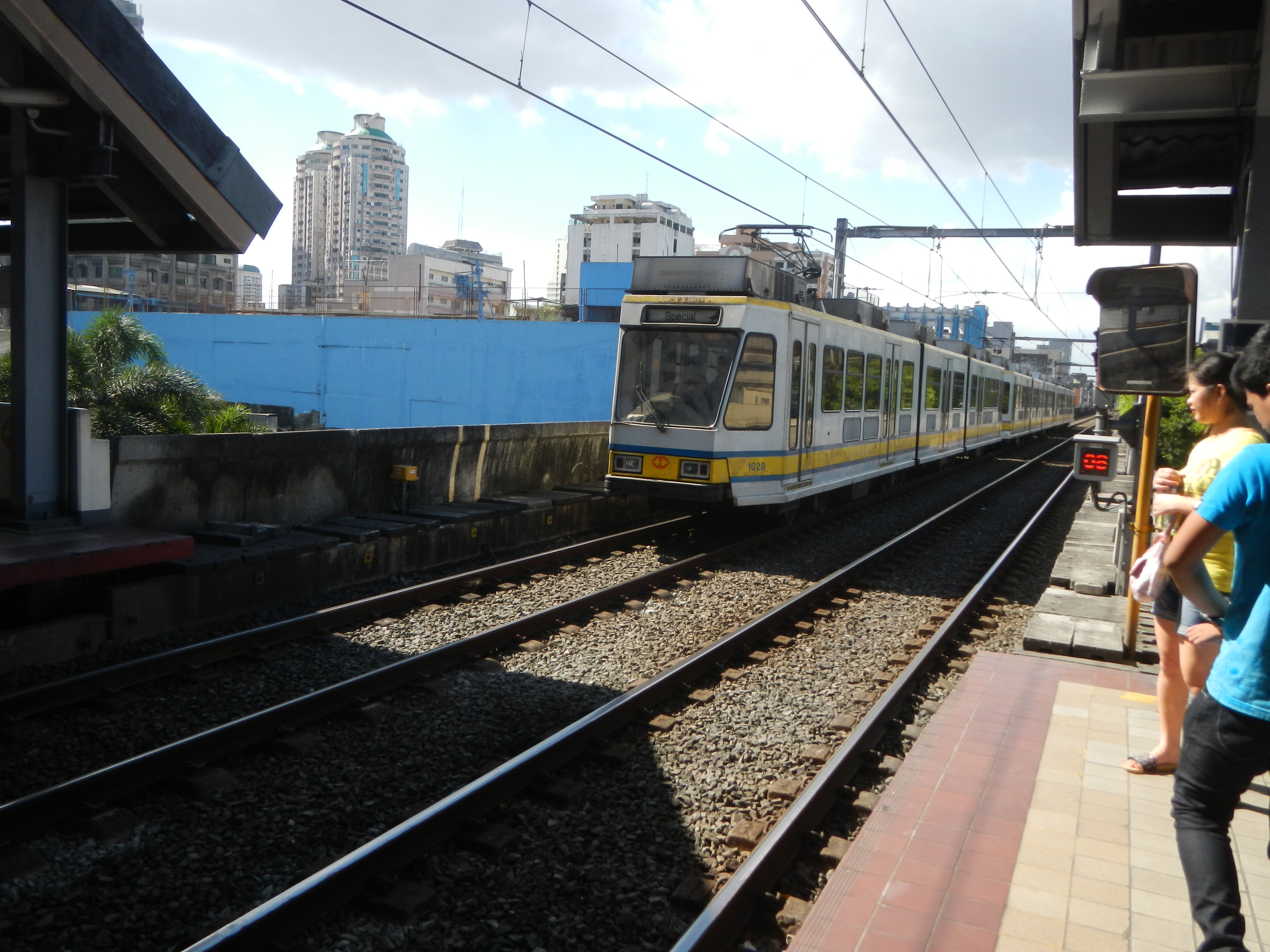
LRT line 1 in Manilla, Filipijnen.

poort, langs de Baron Ruzettelaan, is een bijzonder stukje stadserfgoed. Ze werd gebouwd rond het jaar 1900 en was ooit de fabriekspoort van het staalconstructiebedrijf La Brugeoise, dat later deel werd van trein- en tramstelbouwer Bombardier.

## Sites
in Brugge is het poortgebouw langs de Baron Ruzettelaan, gebouwd rond het jaar 1900, sinds 1999 beschermd als monument.